# 帝京平成大学の人物一覧
帝京平成大学の人物一覧は帝京平成大学に関係する人物の一覧記事。

## 著名な教職員
- 冲永寛子 - 副理事長・学長
- 八代英太 - 現代ライフ学部教授
- 鮫島宗明 - 健康メディカル学部教授
- 刈間理介 - 健康メディカル学部教授
- 澤田隆治 - 客員教授
- 加藤勝行 - 健康メディカル学部教授
- 河野和洋 - 元硬式野球部監督

## 著名な出身者

### 芸能
- Masayoshi Minoshima - ミュージシャン
- 成田沙耶加 - キャスター

### スポーツ
- 木村遥音 - バスケットボール選手
- 池尻凪沙 - 女子サッカー選手
- 遠藤幹人 - サッカー選手
- 桑島和宏 - 競艇選手
- 六角彩子 - 女子野球選手
- 白鳥大珠 - キックボクサー
- 今田紗良 - 女子サッカー選手
- 米澤萌香 - 女子サッカー選手
- 山下沙耶香 - 女子サッカー選手